# Magnetska inklinacija
Magnetska inklinacija je kut što ga slobodno obješena magnetna igla zatvara s vodoravnom ravninom. Inklinacija je pozitivna kada je sjeverni kraj magnetne igle priklonjen pod obzor (horizont), inače je negativna. Linije koje na zemljopisnoj karti spajaju mjesta jednakih vrijednosti inklinacije nazivaju se izokline, a linija koja spaja točke inklinacije 0° naziva se aklina (aklinički magnetski ekvator). Od akline inklinacije raste prema sjevernom magnetskom polu, gdje je +90°, a opada prema južom magnetskom polu, gdje je –90°.

## Objašnjenje
Namjestimo li magnetsku iglu s vodoravnom osi tako da leži u magnetskom meridijanu, igla će zauzeti kosi položaj kada se umiri (neće biti vodoravna). Takva magnetska igla zove se inklinatorna igla. Na sjevernoj Zemljinoj polutki kraj igle leži ispod vodoravne ravnine položene kroz os igle, a na južnoj polutki je obratno. Kut koji uzdužna os magnetske igle čini s tom vodoravnom ravninom zove se magnetska inklinacija. Inklinacija može biti pozitivna i negativna. Pozitivna je kad sjeverni kraj leži ispod vodoravne ravnine, a negativna kad južni pol leži ispod te ravnine. 
Krivulje koje spajaju sva mjesta s jednakom magnetskom inklinacijom zovu se izokline. U Zagrebu je magnetska inklinacija + 61° 30’. Na magnetskim polovima inklinatorna igla stoji okomito. Krivulja inklinacije 0° zove se aklina ili magnetski ekvator.

### Izokline
Izokline (grč. isos = jednak + ϰλίνεıν: nagibati se) su izolinije koje na zemljopisnoj karti spajaju mjesta jednakih vrijednosti magnetske inklinacije. Aklina (aklinički magnetski ekvator) je izoklina koja spaja točke inklinacije 0°.